# Chinthamakala Dinne, Bagepalli
Chinthamakala Dinne là một làng thuộc tehsil Bagepalli, huyện Kolar, bang Karnataka, Ấn Độ.